# Kırbaşı, Beypazarı
Kırbaşı là một xã thuộc huyện Beypazarı, tỉnh Ankara, Thổ Nhĩ Kỳ. Dân số thời điểm năm 2011 là 1.218 người.